# ES-Schieber
Der ES-Schieber (Schreibweise auch: E.S.-Schieber oder ES.-Schieber) ist ein einfaches kryptographisches Gerät, das von der deutschen Kriegsmarine im Zweiten Weltkrieg benutzt wurde, um eine Unterscheidung zwischen Freund und Feind zu ermöglichen. Die Abkürzung ES steht im militärischen Sprachgebrauch der Wehrmacht generell für „Erkennungssignal“. Sie wurde auch in anderen Wehrmachtteilen, beispielsweise beim Heer verwendet, beispielsweise im Zusammenhang mit Signalpistolen. Ein typisches Anwendungsbeispiel wäre auf eine grüne und anschließend rote Leuchtkugel als „ES“ mit Rot und Weiß zu antworten, um sich so als „Freund“ erkennen zu geben.
Zweck des ES-Schiebers war, das zur Authentifizierung jeweils gültige Erkennungssignal (hier: Rot und Weiß) kryptographisch sicher zu bestimmen, ohne dass es durch den Feind oder Unbefugte erschlossen werden konnte.

## Prinzip

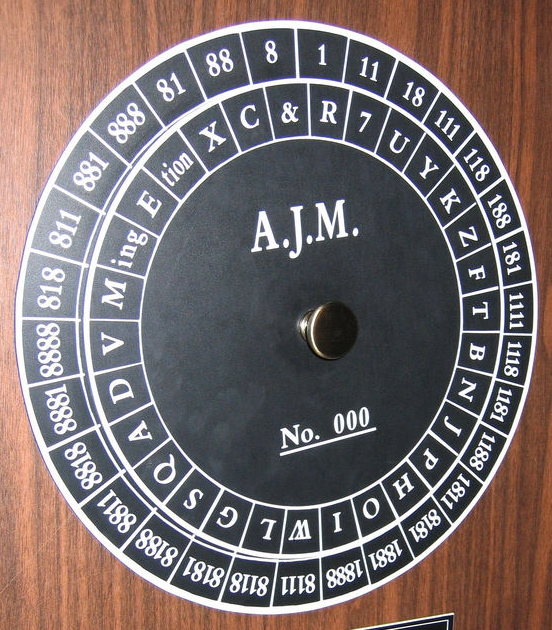
Chiffrierscheibe aus dem amerikanischen Bürgerkrieg

Beim ES-Schieber handelt es sich im Prinzip um eines der grundlegendsten kryptographischen Geräte, nämlich die Chiffrierscheibe, wie sie schon im 15. Jahrhundert durch den italienischen Gelehrten Leon Battista Alberti beschrieben wurde. Seitdem hat sie immer wieder Verwendung gefunden, beispielsweise im amerikanischen Bürgerkrieg (siehe Bild). Genauer handelt es sich um zwei unterschiedlich große kreisrunde Scheiben, zumeist aus Metall, die auf einer gemeinsamen Achse sitzen und so verbunden sind, dass sich die kleinere auf der größeren drehen kann.

## Aufbau
Der ES-Schieber verfügt zur Auswahl über ein Sortiment von zweimal fünf Scheiben, fünf große (⌀ 13 cm) und fünf kleine (⌀ 10 cm), die sich für den Transport und zur praktischen Aufbewahrung in einem Pappkarton mit einem geschlitzten Einsatz aus Holz befinden. Die fünf großen Scheiben sind durch Vornamen gekennzeichnet, die alle mit dem Buchstaben E beginnen: Eberhard, Egbert, Emil, Erasmus und Ernst. Entlang ihres Umfangs ist jede dieser Scheiben in 58 gleich große Sektoren unterteilt. Hier sind numerisch aufsteigend, jedoch mit unregelmäßigen Lücken, für jede Scheibe unterschiedlich, die 31 Monatstage eingetragen. Beispielsweise bei der Scheibe „Egbert“ beginnend mit |1|2|3| | | |4|5| |6|7| | |8|9| und so weiter. 
Auch bei den fünf kleinen Scheiben ist die Peripherie in 58 gleich große Kreisausschnitte unterteilt. Diese tragen in unregelmäßig verwürfelter Anordnung und in roter Schrift alle Zahlen von 1 bis 58. Die fünf kleinen Scheiben sind durch Nachnamen gekennzeichnet, die mit dem Buchstaben S beginnen: Schilling, Schmidt, Schneider, Schulze und Seidel.
Zur Verwendung kommt jeweils eine von fünf „Vornamensscheiben“ (E) zusammen mit einer der fünf „Nachnamensscheiben“ (S), beispielsweise „Erasmus“ und „Schulze“. Diese Bezeichnungsweise hat den Vorteil, dass man sich die jeweils gültige Kombination zur Ermittlung des ES leicht wie einen Personennamen merken kann. Solch eine Kombination war typisch für zwei bis vier Tage gültig, wobei der Wechsel mittags um zwölf Uhr geschah. Dies ist sinnvoll, da ES zumeist während der Dunkelheit benötigt wurden.

## Anwendung
Die genaue Anwendung wurde in der geheimen Marine-Dienstvorschrift Nr. 75 (M.Dv.Nr.75) „E.S.-Vorschrift“ beschrieben. Zur Erkennung von größeren Schiffen in der Nacht gab es hierzu das Verfahren N.E.S.40. Die Abkürzung steht für NachtErkennungsSignal 40. Das Verfahren basiert auf zwei übereinander angeordneten Reihen von Leuchten, die auf jedem größeren Schiff gut sichtbar angeordnet waren und die von der Brücke aus gesteuert wurden. Jede Reihe konnte man unabhängig voneinander in den Farben Rot, Weiß oder Grün aufleuchten lassen. Insgesamt waren so 3·3 oder neun Farbkombinationen möglich.
Einer für den jeweiligen Monat gültigen Schlüsseltafel mit dem Titel „ES-Einstellung“ entnahm man die Tageseinstellung für den ES-Schieber, beispielsweise „Erasmus Schulze“, eine ES-Schlüsselzahl, wie 35, sowie einen Buchstaben, z. B. D, der die zu benutzende ES-Tafel für das Nachterkennungssignal bezeichnete. Darüber hinaus gab es noch eine Einstellzahl, zum Beispiel 28, die für einen Monat gültig war und auf die die ES-Schlüsselzahl mithilfe des ES-Schiebers einzustellen war.
Zur Anwendung vorgeschrieben war, die kleine Scheibe „Schulze“ auf die große Scheibe „Erasmus“ des ES-Schiebers zu stecken. Anschließend musste man die kleine Scheibe so verdrehen, dass die ES-Schlüsselzahl, hier 35, als rote Zahl mit der Einstellzahl, hier 28, auf der großen Scheibe zu Deckung kam. Für ein bestimmtes Datum, dass man nun auf dem äußeren Zahlenkranz ablas, ergab sich auf der kleinen Scheibe eine abzulesende rote Zahl, z. B. die „2“. Diese Zahl zwischen 1 und 58 gab die laufende Nummer an, unter der in der ES-Tafel die als Anruf beziehungsweise als Antwort zu verwendenden Farbkombinationen verzeichnet waren. Die ES-Tafel D gibt für die laufende Nummer „2“ als Anruffarben Grün-Rot und als Antwortfarben Rot-Weiß an.